# Njuark (Engleska)
Njuark (engl. Newark, izgovara se Nu:ok) je grad sa oko 25.000 stanovnika na istoku Engleske, u Notingemskom okrugu. Do 1216. godine grad je pripadao Linkonskom okrugu. Grad Njuark se prožima sa susednim mestom Baldertonom i zajedno imaju oko 35.000 stanovnika.

## Saobraćaj
Kroz grad prolazi pruga koja povezuje London i Edinburg, a takođe i pruga koja povezuje Notingem i Linkoln. Grad se nalazi pored auto-puta A1, koji takođe povezuje Edinburg i London. Njuark ima dve železničke stanice i jednu autobusku stanicu. Kroz njega protiču dve reke: Trent i Devon.

## Istorija
Godine 1123. biskup Aleksandar od Linkona je naredio izgradnju zamka čije se ruševine i danas mogu videti. Pored zamka se danas nalazi park.
Crkva Svete Marije, koja je i najveća crkva u gradu, izgrađena je 1350. godine na ruševinama starije crkve iz 11-12. veka i ima oktogonalnu kupolu.
Grad se u Engleskom građanskom ratu u 17. veku nalazio na strani rojalista i predao se tek po naređenju samog kralja Čarlsa I, 1646. godine.
Najveći broj crkava (njih 15-ak), uglavnom protestantskih denominacija, izgrađen je u Viktorijansko doba (druga polovina 19. veka). Njuark je u Viktorijansko doba bio poznat i po proizvodnji viskija, a danas su glavne industrijske grane proizvodnja odeće, pumpi, opreme za zemljoradnju, proizvodnju šećera itd. Najveći poslodavac je NSK Grupa, koja ima oko 800 zaposlenih i koja se bavi proizvodnjom mašinskih lagera.

## Značajne ličnosti
- Engleski kralj Jovan bez Zemlje, brat kralja Ričarda Lavljeg Srca (učesnika Krstaških ratova i jednog od junaka legendi o Robinu Hudu) i tvorac Magna karte (kojom se daju osnovna prava seljacima i građanstvu, a koja je kasnije poslužila kao pravna osnova za anglo-američki pravni sistem), umro je u Njuarku 1216. godine.[3]

## Spoljašnje veze
- Архивирано на веб-сајту  (11. новембар 2013)